# 유성 치경 마찰음
유성 치경 마찰음(有聲齒莖摩擦音)은 자음의 하나로 잇몸에서 조음되는 유성 마찰음이다.
조음 방법을 세분화하여 치찰음인 유성 치조 마찰음과 치찰음이 아닌 유성 치조 마찰음으로 나눌 수 있다.
| 종류      | 치 | 치조 (치경) | 치조후 (후치경) |
| --------- | -- | ----------- | --------------- |
| 치찰음    | z̪  | z           | z̠, ʐ, ʒ, ʑ      |
| 비 치찰음 | ð  | ð̠, ð͇, ɹ̝     | ɻ̝               |

## 조음 방법
- 혀끝과 치조 간의 간격을 좁힌다.
- 좁혀진 혀끝과 치조사이를 강하게 마찰시킨다.
- 혀끝을 내리면서, 마찰되는 공기를 강하게 내뱉음과 동시에 성대를 울린다.

## 특징
- 발성 기관 속의 공기의 흐름을 유지했다가 더 강하게 내는 마찰음이다.
- 혀를 치조나 그 주변에 대는 치조음이다.
- 조음할 때 성대가 울리는 유성음이다.
- 입을 통하여 공기가 빠져나가는 구강음이다.
- 발성 방법은 인후나 입이 아니라 폐에서 발성기관으로 공기가 빠져나가는 폐장기류음이다.

## 치찰음
- IPA 기호 z는 기류가 이빨 쪽으로 빠져나가는 치찰음을 의미한다.
- 치찰음이 아닌 유성 치조 마찰음을 위한 공식 IPA 기호는 없지만, 발음 구별 기호를 사용하여 표기가 가능하다.

## 발음의 예
- 영어, 스와힐리어, 슬로베니아어, 슬로바키아어, 헝가리어, 아제르바이잔어, 폴란드어, 하우사어, 밤바라어, 체코어, 우즈베크어, 튀르키예어, 라트비아어, 포르투갈어, 프랑스어, 루마니아어, 네덜란드어: z에서 이 소리가 난다.
- 몰타어: ż에서 이 소리가 난다.
- 현대 히브리어: ז에서 이 소리가 난다.
- 아랍어: ز에서 이 소리가 난다.
- 이탈리아어: 유성음 앞에 오는 s에서 이 소리가 난다.
- 세르보크로아트어: 키릴 문자 표기의 з, 라틴 문자 표기의 z에서 이 소리가 난다.
- 독일어: 장애음 뒤가 아니면서 모음 앞에 오는 s에서 이 소리가 난다.
- 러시아어, 마케도니아어, 불가리아어, 벨라루스어: з에서 이 소리가 난다.
- 일본어: ざ(ザ), ず(ズ), ぜ(ゼ), ぞ(ゾ)의 첫소리에서 이 소리가 난다.
- 눠쑤어: 라틴 문자 표기의 ss에서 이 소리가 난다.
- 총가어: z와 zw에서 이 소리가 난다. zw는 순음화 자음이다.